# تپه مومکی
تپه مومکی مربوط به عصر مفرغ - دوره اشکانیان - دوره ساسانیان است و در شهرستان کوهدشت، بخش طرهان، دهستان طرهان، ۱ کیلومتری جنوب روستای رئیسوند واقع شده و این اثر در تاریخ ۲۸ اسفند ۱۳۸۵ با شمارهٔ ثبت ۱۸۴۱۲ به‌عنوان یکی از آثار ملی ایران به ثبت رسیده است.